# Ineta Radēviča
Ineta Radēviča (født 13. juli 1981 i Krāslava i Lettiske SSR) er en lettisk atletikudøver, som konkurrerer i længdespring og trespring.
Radēviča vandt bronzemedaljen ved U23-EM i atletik i 2003. Samme år blev Radēviča også mester i trespring ved NCAA-mesterskabet, mens hun deltog for University of Nebraska. Ved Sommer-OL i 2004 opnåede hun en 13. plads i trespring og en 20. plads i længdespring. Radēviča blev et kendt ansigt inden Sommer-OL i 2004, med nyheden at hun poserede nøgen i september-udgaven 2004 af Playboy.  Radēviča opnåede en femteplads ved VM i indendørs atletik i 2006, og blev nummer syv ved EM i indendørs atletik i 2007. Radēviča deltog ikke ved Sommer-OL i 2008, da hun var på barsel.
Ved EM i atletik i 2010 i Barcelona vandt hun mesterskabet i længdespring med en ny lettisk rekord på 6,92 meter. Ved VM i atletik i 2011 i Daegu tilkæmpede Radēviča sig en bronzemedalje i længdespring med længden 6,76 meter; i øvrigt den første lettiske medalje ved VM i atletik nogensinde.
Radēviča er gift med den russiske ishockeyspiller Pjotr Stjastlivij og trænes af Igor Ter-Ovanesjan.